# Oropsylla oregonensis
Oropsylla oregonensis är en loppart som först beskrevs av Good et Prince 1939.  Oropsylla oregonensis ingår i släktet Oropsylla och familjen fågelloppor. Inga underarter finns listade i Catalogue of Life.